# Pansophie

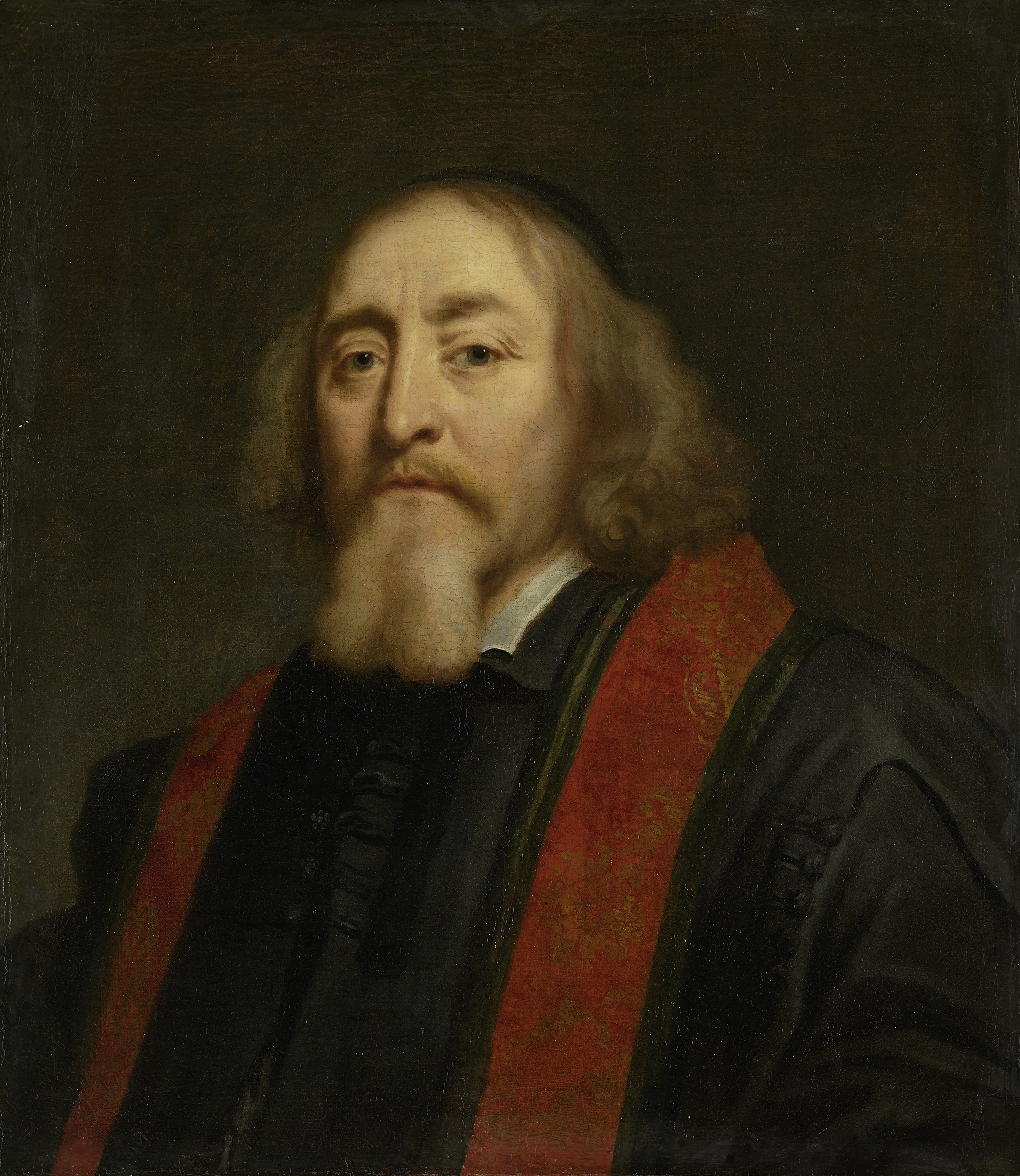
Jan Amos Comenius (1592–1670)

Die Pansophie (lat. „pansophia“: „Allweisheit“ aus griech. pan: ganz, all, jeder; griech. sophia: Weisheit) bezeichnet eine religiös-philosophische Lehre des 16. bis 18. Jahrhunderts für ein alles umfassendes Wissen, die eine Zusammenfassung aller Wissenschaften und ein weltweites Gelehrten- und Friedensreich anstrebte.

## Inhalte
Als Begründer der Pansophie gilt Johann Amos Comenius (1592–1670), der in seinen Schriften Prodomus pansophiae (Oxford 1637, in: Porta sapientiae reserata sive pansophiae christianae seminarium – deutsch: Ein offenes Tor zur Weisheit oder Seminar christlicher Pansophie) und Schola pansophiae (1670) eine Gesamtdarstellung aller Wissenschaften zu einer Gesamtwissenschaft propagierte. Damit sollte erreicht werden, über das Wissen der Alchemie und der Magie mit der göttlichen Weisheit eine Vereinigung zu erreichen. Hierin wird an die Lehre von der Emanation der Antike angeknüpft.
Comenius verwendete auch den Begriff Pantaxia. Seine Lehre von der Pansophie gliedert sich in acht Weltsysteme:
- 1. mundus possibilis: die mögliche Welt
- 2. idealis seu archetypus: ideale oder archetypische Welt
- 3. intelligibilis seu angelicus:  intelligible oder engelhafte Welt
- 4. materialis seu corporeus: materielle oder körperliche Welt
- 5. artificialis: künstliche Welt
- 6. moralis: moralische Welt
- 7. spiritualis: spirituelle Welt
- 8. aeternus: ewige Welt

Mit seiner Schrift Prodomus pansophia führte er den Begriff der Pansophie in die Philosophie ein. Erstmals verwendete er den Begriff im Jahre 1633 in einer Einleitung zur Philosophie. Er sah es als schädlich und unzweckmäßig an, den Glauben vom Wissen zu trennen. Sein Konzept zur Pansophie gliedert sich in fünf Schritte:
- 1. Universae Eruditionis Breviarium solidium: Gründliches Breviarium der gesamten Gelehrsamkeit
- 2. Intellectus humani Fax lucida: Scheinende Fackel des Verstandes
- 3. Veritatis rerum Norma stabilis: Unerschütterliche Norm der Wahrheit der Dinge
- 4. Negotiorum vitae Tabulatura certa: Gewisse Tabulatur der Geschäfte des Lebens
- 5. Ad Deum ipsum Scala beata: Selige Treppe zu Gott selbst

Comenius gibt auch eine Auflistung der epistemologischen, methodischen und sprachlichen Gründe an, weshalb sich eine Pansophie bisher nicht durchsetzen konnte bzw. ihr im Wege stand:
- 1. Scientiarum laceratio: Die Zerrissenheit der Wissenschaft
- 2. Methodi ad res ipsas non pentitissima alligatio: Das Fehlen einer engen Verbindung der Methode zu den Sachen selbst
- 3. Verborum et stili partum incuria, partim intempestiva luxuries: Zum einen die Sorglosigkeit, zum anderen die unzweckmässige Überfülle der Worte und des Stils

Das System der Wissenschaften der Pansophie würde sich aus der harmonischen Verbindung aller Welten (orbis) der Wirklichkeit, der Erkenntnis und der Sprache ergeben.
Paracelsus wird für Deutschland als der Begründer der hiesigen Pansophie angesehen.

## Biblische Bezüge der Pansophie
Im Brief des Apostels Paulus an die Kolosser heißt es: „[W]ir ermahnen jeden Menschen und belehren jeden mit aller Weisheit, um dadurch alle in der Gemeinschaft mit Christus vollkommen zu machen“ (Kol 1,28 ). Bei diesem Bibelzitat handelt es sich um den Ausgangspunkt für Comenius‘ Allweisheitslehre. Nach seiner Deutung wird hier ausgesagt, dass die Menschheit nur, wenn sie allen alles lehre, am Ende in Christus vollkommen werden könne und genau dies ist es was ein jeder laut Comenius anstreben solle.
Darüber hinaus verweist Comenius bei der Erläuterung seiner Pansophie auf eine Vielzahl anderer Bibelstellen aus dem Alten und dem Neuen Testament, allen voran Genesis 1–3 (Gen 1-3 ), wo die Geschichte der Welt von ihrer „Erschaffung“ bis hin zum „Fall des Menschen“ im Paradies geschildert wird. Nach Comenius habe Adam, der Urvater aller, als fehler- sowie (zunächst) sündenfreies Abbild Gottes (Gen 1,27 ) im Paradies über die uneingeschränkte Pansophie bzw. Allwissenheit verfügt und mit ihrer Hilfe die gesamte Schöpfung (er)fassen sowie leiten können. Darüber hinaus sei er durch seine Pansophie auch ganz auf Gott gerichtet und (fast) völlig vollkommen in ihm gewesen und genau diese Vollkommenheit ist das, wonach ein jeder Mensch laut Comenius eben stets streben solle. Kurz gesagt war das Leben im Paradies für Comenius ein perfektes Leben im Einklang mit Gott. Dieser „Zustand“ wurde nach Comenius durch den in Genesis beschriebenen Sündenfall (Gen 3,1-24 ) mit einem Mal beendet. Im Sündenfall liegt nach Comenius sowie der Bibel auch der Grund für die Verbannung aller Menschen für alle Zeiten aus dem Garten Eden (Gen 3,23f ). Darüber hinaus soll der Mensch durch den Sündenfall auch mit der Erbsünde belastet worden sein (Röm 5,12 ), worunter Comenius die Trennung aller Menschen aus der bei Adam im Paradies seiner Meinung nach noch vorgelegen Vollkommenheit in Gott versteht. Laut Comenius ging mit dem Sündenfall auch ein Verlust der angeborenen Pansophie einher.
Nach Comenius könne man trotz des Sündenfalls und dem damit laut  ihm einhergegangenen Verlust der angeborenen Pansophie immer noch eine Vollkommenheit in Christus bzw. Gott erreichen. Dies begründet er wie folgt: In der Bibel wird Jesus Christus, da er genauso wie Adam ein unmittelbares Ebenbild Gottes gewesen sein soll (Kol 1,12-20 ) (Gen 1,26a.27 ) und ebenfalls direkt von ihm abstamme als der zweite Adam beschrieben (1 Kor 15,45-47 ). Der erste Adam (der Adam aus dem Paradies) soll auf Grund des Sündenfalls für die Belastung des Menschen mit der Erbsünde verantwortlich gewesen sein; der zweite Adam (Jesus Christus) hingegen habe durch seinen Tod am Kreuz und seine Auferstehung die gesamte Menschheit von der Erbsünde befreit (Röm 5,19.21 ). Nach Comenius könne der Mensch nur wegen dieser Erlösung den Zustand der totalen Vollkommenheit in Gott, wie er zu Zeiten des Paradieses geherrscht habe, erneut erreichen. Der Mensch könne also nur dank des zweiten Adams die durch den ersten Adam verursachte Trennung von Gott wieder (fast) vollständig aufheben. Was der Mensch nun machen muss, um die Vollkommenheit in Gott wiederherzustellen, dazu hat Comenius einige konkrete Angaben gemacht. Comenius beschreibt in den Schilderungen seiner Pansophie die folgenden drei „Bilder“, welche nach ihm auf der bzw. über die Welt herrschen und diese beeinflussen würden. Da sei zum Ersten das Urbild Gott, zum Zweiten sein Abbild die Schöpfung und zum Dritten sein Gegenbild die Kunst bzw. das Menschenwerk. Der Mensch müsse nun in der Zeit nach dem Sündenfall alle drei „Bilder“ wieder in Einklang bringen, um zur Vollkommenheit zu gelangen und genau das könne er auch wegen seiner Erlösung von der Erbsünde durch Jesus Christus. Das In-Einklang-Bringen funktioniere aber nur, wenn der Mensch dazu theoria (Theorie), praxis (Praxis) und chresis (Anwendung) auf die richtige Weise benutze. Theoria meint bei Comenius zunächst das Wissen von allem, worunter er die auf die Hinwendung zu Gott hin notwendigen Hauptideen aus allen Bereichen überhaupt versteht. Praxis ist dann nach Comenius die Lehre und das Erlernen vom richtigen Gebrauch dieser Hauptideen und chresis schließlich die korrekte Benutzung bzw. Anwendung dieser Hauptideen.